# Un tueur dans la foule
Pour plus de détails, voir Fiche technique et Distribution.
Un tueur dans la foule (Two-Minute Warning) est un film américain réalisé par Larry Peerce, sorti en 1976.

## Synopsis
Un tireur menace de sévir durant un match de championnat de football américain entre Baltimore et Los Angeles se déroulant au Los Angeles Memorial Coliseum. Les équipes d'intervention de la police sont mobilisées.

## Fiche technique
- Titre original : Two-Minute Warning
- Titre français : Un tueur dans la foule
- Réalisation : Larry Peerce
- Scénario : Edward Hume et George LaFountaine
- Production : Edward S. Feldman
- Société de production : Universal Pictures, Filmways
- Musique : Charles Fox
- Photographie : Gerald Hirschfeld
- Montage : Walter Hannemann et Eve Newman
- Société de production : Filmways
- Pays d'origine : États-Unis
- Format : Couleurs - 2,35:1 - Mono - 35 mm
- Genre : Drame
- Durée : 115 minutes
- Date de sortie : 12 novembre 1976
- Affiches : Macario Gómez Quibus (Espagne), Jean Mascii (France)

## Distribution
- Charlton Heston (VF : Raymond Loyer) : Capitaine Peter Holly
- John Cassavetes (VF : Marc Cassot) : Sergent Chris Button
- Martin Balsam (VF : André Valmy) : Sam McKeever
- Beau Bridges (VF : Bernard Murat) : Mike Ramsay
- Marilyn Hassett (VF : Francine Lainé) : Lucy
- David Janssen (VF : René Arrieu) : Steve
- Jack Klugman (VF : Serge Nadaud) : Stu Sandman
- Gena Rowlands (VF : Paule Emanuele) : Janet
- Walter Pidgeon (VF : Jean Henry Chambois) : Le pickpocket
- Brock Peters (VF : Bachir Toure) : Paul
- David Groh (VF : Daniel Gall) : Al
- Mitchell Ryan (VF : Jean-Claude Michel) : Le prêtre
- Joe Kapp : Charlie Tyler
- Pamela Bellwood : Peggy Ramsay
- Jon Korkes (VF : Sady Rebbot) : Jeffrey
- Harry Northup (VF : Daniel Gall) : Lieber
- Boris Aplon (VF : Serge Lhorca) : Maître D'
- J.A. Preston (VF : Med Hondo) : le policier
- Allan Miller (VF : Marc de Georgi) : M. Green
- Freddie Hice (VF : Yves-Marie Maurin) : le suspect
- Howard Cosell (VF : Jean Berger) : Lui-même
- Ari Sorko (VF : François Leccia) : Beck
- John Armond (VF : Paul Bisciglia) : Sutherland
- Warren Miller : Le sniper
- Buck Young